# Zavrasjtane
Zavrasjtane (Thuiskomst) is een Bulgaarse film uit 2019 onder regie van Nikolai Iljev.

## Verhaal
Precies 25 jaar na de voetbalzomer van 1994 keren drie vrienden terug naar huis in Plovdiv. Ze helpen een andere jeugdvriend om zijn huis te redden. Alex moet zijn neef Branimir overtuigen om de overeenkomst met hun grootvader na te komen en hun ouderlijk huis niet te slopen om er een modern gebouw voor in de plaats te zetten. De enige manier om dat te doen is als team goed te presteren in de marathon. Een reeks onverwachte gebeurtenissen en obstakels maken dat moeilijk en stellen hun vriendschap op de proef. Uiteindelijk blijkt het niet alleen om het huis te gaan, maar spelen andere zaken een nog belangrijker rol.

## Rolverdeling
- Niki Iljev als Alex
- Basjar Rachal als Branimir
- Alexander Kadiev als Atsjo
- Orlin Pavlov als Viktor
- Bojko Krastanov als Dejan
- Evelien Kostova als Dara
- Diljana Popova als Lora
- Rajna Karajaneva als Jana
- Iskra Donova als Katja
- Stefan Danajlov als grootvader